# Ankerkette

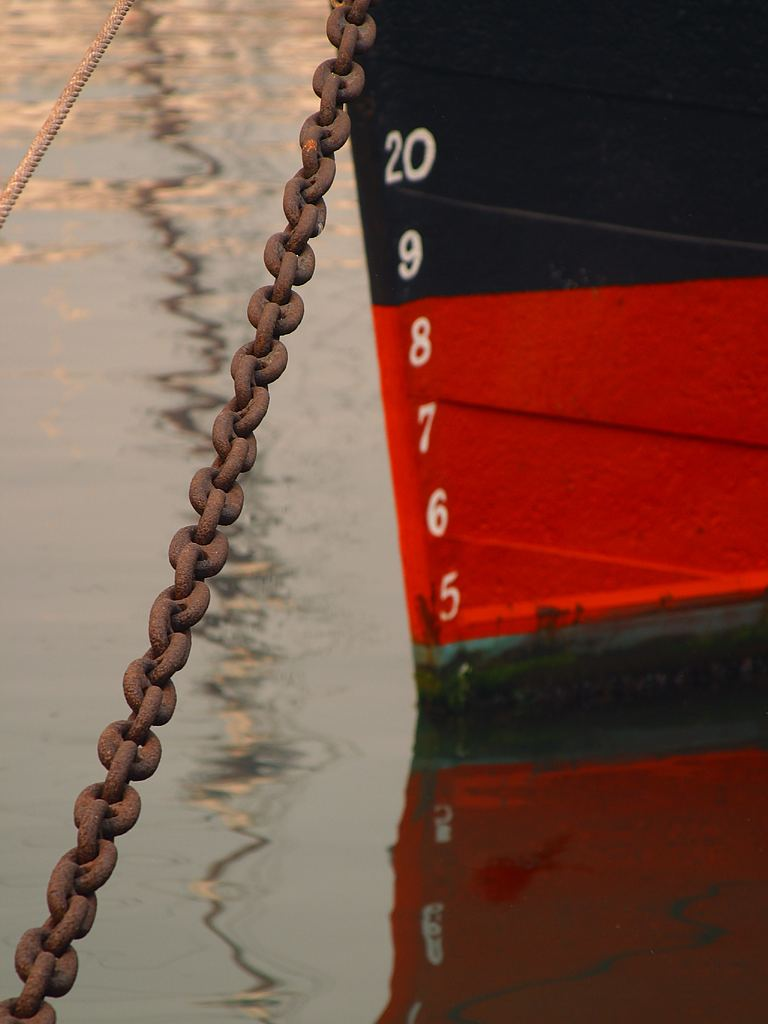
Ankerkette

Kette des Wikingerschiffs von Ladby

Eine Ankerkette gehört zur Ausrüstung eines Schiffes und dient dazu, den Anker auszubringen und wieder einzuholen. Durch ihr Gewicht bewirkt sie, dass der Zug auf den Anker möglichst parallel zum Boden erfolgt und so die Haltekraft des Ankers erhöht wird.
Eine Schmuckkette wird ebenfalls als Ankerkette bezeichnet, wenn ihre Glieder in der Form einer „echten“ Ankerkette gearbeitet sind.

## Geschichte
Ursprungsregion der Ankerkette ist der Mittelmeerraum. Die ersten Ketten sind aus der Bronzezeit belegt. Die ersten Eisenketten lassen sich aus Eisenfunden von Khorsabad nachweisen (1400 bis 800 v. Chr.). Die Geschichtsforschung hat nachgewiesen, dass es sich dabei um Schiffsketten handelt und dass die Assyrer mit dem Feuerschweißen von Eisen vertraut waren. Auch Caesar (De bello gallico, III, 13) und Strabon (Geographica, IV, 4) berichten über Ankerketten.
Eine der ersten Ankerketten in Nordeuropa wurde bei dem in Dänemark ausgegrabenen Ladbyschiff von 925 gefunden. Sie war an einem eisernen Anker befestigt und belegt, dass die Wikinger eiserne Anker und Ketten kannten und benutzten.

## Ankerkette und Ankertau
Ankerketten und Ankertaue waren lange Zeit parallel in Gebrauch. Es wird angenommen, dass die Ankerkette zwischenzeitlich in Vergessenheit geriet und sich erst wieder im ersten Drittel des 19. Jahrhunderts durchsetzte. Ein Grund für die Verwendung von Hanftauen könnte sein, dass die Kette Nutzlast beanspruchte, die man bevorzugt für Transportgut verwendete. Zusätzlich erschwerte auch der gliedrige Aufbau der Kette das Aufhieven des Ankers und erforderte eine spezielle Ankerwinde.
Die Ankerwinde zieht die Ankerkette durch die Klüse in der Bordwand und leitet die gehievte Kette in einen Kettenkasten.
Für große Schiffe hat die Ankerkette einen wichtigen Vorteil gegenüber einem Tau, da sie durch ihr Gewicht die Wirkung eines Ankers verstärkt. Bei den heutigen Schiffsgrößen könnte ein Anker ohne das Gewicht der Kette ein Schiff nur bei ruhiger See und mäßigem Wind auf einer Position halten und wäre dazu bei schwerer See nicht in der Lage.

## Dimensionierung

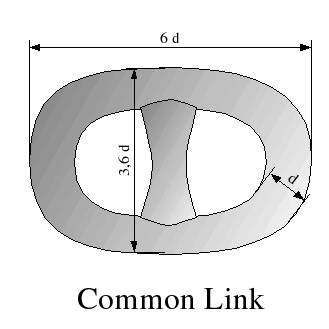
Glied einer Stegkette

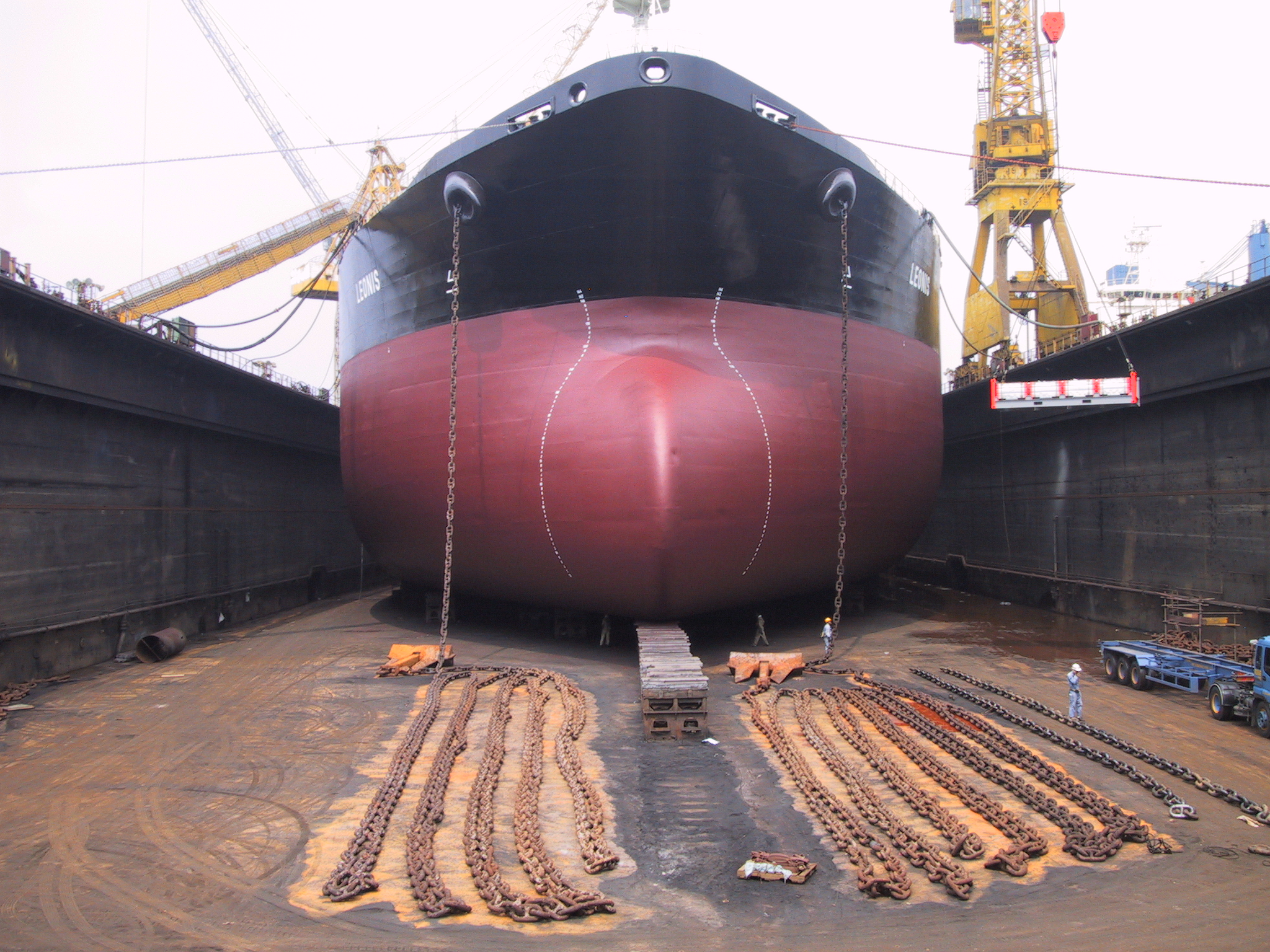
Vollständig abgelegte Ankerketten während eines Aufenthaltes in einem Trockendock

In der Seeschifffahrt erfolgt heute die Auslegung der Ankerkette nach den Vorschriften der Klassifikationsgesellschaften, wie zum Beispiel des Germanischen Lloyd. Hier sind Bauart (normale Kette oder Stegkette), Festigkeit, Länge usw. anhand von Tabellen festgelegt. Ebenso sind auch Größe, Gewicht und Anzahl der Anker aus diesen Tabellen zu entnehmen. Maßgebend für die Auslegung der Kette und Anker ist die Ausrüstungsleitzahl. Bei Ankerketten für größere Schiffe ist in der Regel jedes Kettenglied (Schake) durch einen Steg (Querstütze) verstärkt.
In der Binnenschifffahrt sind die Ankerketten und der Anker so ausgelegt, dass sie das Schiff beim Ankern gegen den Strom halten können.
Die Gesamtlänge der Ankerkette von Seeschiffen liegt üblicherweise zwischen zehn und zwölf Kettenlängen. Das entspricht zwischen 275 m und 330 m pro Einzelkette. Neuere Kreuzfahrtschiffe sind mit bis zu 14 Schäkel Kette pro Anker ausgerüstet, was einer Länge von 384 m entspricht.

## Ankern im Strom
Beim Ankern im Strom werden zwei Anker in V-Form ausgebracht. Nach dem Setzen des ersten Ankers wird sehr viel Kette ausgelassen, so dass das Schiff „sacken“ kann, anschließend wird mit Maschinenkraft die gleiche Position um etwa 30 Meter seitlich versetzt angelaufen und der zweite Anker gesetzt. Dann lässt man das Schiff wieder sacken und dabei 60 bis 70 Meter Kette laufen. Danach wird das Schiff mit Maschinenkraft langsam  „eingebremst“.